# Tåsinge
Tåsinge è una piccola isola della Danimarca situata a sud dell'isola Fionia, la seconda del paese (a cui è unita da un ponte). Fa parte della municipalità di Svendborg e il suo centro principale è dato dal villaggio portuale di Troense.
Ha una superficie di circa settanta chilometri quadrati ricca di foreste e di una fauna diversificata. Contava al 2006 circa 6 100 abitanti.
Già appartenente alla provincia di Fionia (ora regione del Syddanmark) era chiamata un tempo Thorsinge, o Thorsenge, che in lingua danese significa letto di Thor o prato di Thor, mentre il suffisso inge potrebbe essere tradotto con giovane o gioventù.
Tåsinge è conosciuta per il castello chiamato Valdemars Slot e per essere stato il luogo in cui trovarono tragica morte Elvira Madigan e il suo amante Sixten Sparre.

## Isole limitrofe
- Ærø, Drejø, Langeland, Lolland